# Liberalno demokratska stranka Bosne i Hercegovine
Liberalno demokratska stranka Bosne i Hercegovine (LDS BiH) liberalna je građanska politička stranka u Bosni i Hercegovini
Nastala je 1990. godine od Saveza socijalističke omladine Bosne i Hercegovine – pomlatka Saveza komunista BiH. Prvi naziv Stranke je bio Savez socijalističke omladine - Demokratski savez (SSO-DS). Potom Stranka mijenja naziv u Liberali BiH, poslije i u Liberalna stranka BiH, a nakon ujedinjenja s LBO-om (Liberalno-bošnjačka organizacija) dobiva današnje ime – LDSBiH. Stranci su se u kasnijim godinama priključili i LSH (Liberalni savez Hercegovine) te PZP (Pokret za promjene).
Predsjednik LDS-a od osnivanja do 2005. bio je Rasim Kadić. Sadašnji predsjednik je Hasib Salkić. LDS je od 1994. godine punopravni član Europskih liberala (ELDR). Izbornu bazu ima uglavnom u bošnjačkim područjima Federacije BiH.

## Također pogledajte
- Popis političkih stranaka u BiH

## Vanjske poveznice
- Službena stranica  Arhivirana inačica izvorne stranice od 4. lipnja 2010. (Wayback Machine)
- Mladi liberali  Arhivirana inačica izvorne stranice od 7. prosinca 2005. (Wayback Machine)